# Championnat du Luxembourg de football 1930-1931
Navigation
Saison précédente Saison suivante
La saison 1930-1931 du Championnat du Luxembourg de football était la 21e édition du championnat de première division au Luxembourg. Huit clubs sont regroupés au sein d'une poule unique où ils se rencontrent deux fois, à domicile et à l'extérieur. En fin de saison, les deux derniers du classement sont relégués et remplacés par les deux meilleurs clubs de Promotion d'Honneur, la deuxième division luxembourgeoise.
C'est le club des Red Boys Differdange qui remporte le championnat en terminant en tête du classement final, avec 5 points d'avance sur le CA Spora Luxembourg et 11 sur le Progrès Niedercorn. C'est le 3e titre de champion du Luxembourg du club, qui réussit même le doublé après sa victoire en finale de la Coupe du Luxembourg face au Spora. Le tenant du titre, le Fola Esch, ne termine qu'à 13 points du champion, à la 4e place.

## Les 8 clubs participants
| - CA Spora Luxembourg - Red Black Pfaffenthal - Red Boys Differdange - National Schifflange - Promu de Division d'Honneur - Fola Esch - Progrès Niedercorn - Union Luxembourg - Stade Dudelange - Promu de Division d'Honneur |

## Compétition

### Classement
Le barème utilisé pour établir le classement est le suivant :
- Victoire : 2 points
- Match nul : 1 point
- Défaite, forfait ou abandon : 0 point

| Rang | Équipe                   | Pts | J  | G  | N | P | Bp | Bc | Diff |  | Résultats (▼ dom., ► ext.) | RBD | Spo | Nie | Fol | Uni | Sch | Dud | Pfa |
| ---- | ------------------------ | --- | -- | -- | - | - | -- | -- | ---- |  | -------------------------- | --- | --- | --- | --- | --- | --- | --- | --- |
| 1    | Red Boys Differdange (C) | 25  | 14 | 12 | 1 | 1 | 54 | 12 | +42  |  | Red Boys Differdange (C)   |     | 2-1 | 5-2 | 5-1 | 5-2 | 6-1 | 3-0 | 3-0 |
| 2    | CA Spora Luxembourg      | 20  | 14 | 8  | 4 | 2 | 53 | 24 | +29  |  | CA Spora Luxembourg        | 1-1 |     | 7-3 | 7-0 | 8-0 | 5-3 | 6-2 | 2-2 |
| 3    | Progrès Niedercorn       | 14  | 14 | 6  | 2 | 6 | 27 | 31 | -4   |  | Progrès Niedercorn         | 3-2 | 2-4 |     | 0-1 | 1-1 | 3-2 | 3-0 | 3-1 |
| 4    | CS Fola Esch (T)         | 12  | 14 | 3  | 6 | 5 | 23 | 34 | -11  |  | CS Fola Esch (T)           | 1-4 | 3-3 | 0-0 |     | 2-4 | 4-1 | 1-1 | 1-1 |
| 5    | Union Luxembourg         | 12  | 14 | 5  | 2 | 7 | 28 | 43 | -15  |  | Union Luxembourg           | 0-6 | 0-4 | 1-3 | 3-5 |     | 3-2 | 6-2 | 1-1 |
| 6    | National Schifflange (P) | 10  | 14 | 4  | 2 | 8 | 29 | 41 | -12  |  | National Schifflange (P)   | 0-2 | 4-1 | 3-1 | 2-2 | 3-2 |     | 4-3 | 1-3 |
| 7    | Stade Dudelange (P)      | 10  | 14 | 3  | 4 | 7 | 23 | 38 | -15  |  | Stade Dudelange (P)        | 0-5 | 1-1 | 4-2 | 2-1 | 1-2 | 2-2 |     | 4-1 |
| 8    | Red Black Pfaffenthal    | 9   | 14 | 2  | 5 | 7 | 16 | 30 | -14  |  | Red Black Pfaffenthal      | 0-5 | 1-3 | 0-1 | 1-1 | 0-3 | 4-1 | 1-1 |     |

## Bilan de la saison
| Championnat du Luxembourg de football 1930-1931 |                                 |
| Champion                                        | Red Boys Differdange (3e titre) |
| Coupes et trophées                              |                                 |
| Vainqueur de la Coupe du Luxembourg 1930-1931   | Red Boys Differdange            |
| Promotions et relégations                       |                                 |
| Promus en Première Division                     | Aris Bonnevoie                  |
| Promus en Première Division                     | US Dudelange                    |
| Relégués en Division d'Honneur                  | Red Black Pfaffenthal           |
| Relégués en Division d'Honneur                  | Stade Dudelange                 |